# Elmar Klos
Elmar Klos (Brno, 26 januari 1910 – Praag, 31 juli 1993) was een Tsjechische filmregisseur.
Elmar Klos is vooral bekend vanwege de samenwerking met zijn Slowaakse collega Ján Kadár. Ze draaiden gedurende 17 jaar samen films in het communistische Tsjecho-Slowakije. In 1965 wonnen ze de Oscar voor beste buitenlandse film met de prent Het winkeltje aan het corso. Na de Praagse Lente mochten de twee regisseurs geen films meer maken in Tsjecho-Slowakije. Terwijl Kadár naar de Verenigde Staten emigreerde, bleef Klos in Praag en werkte in de jaren '70 en '80 als civiel ingenieur.

## Filmografie (selectie)
- 1952: Únos
- 1955: Hudba z Marsu
- 1957: Tam na konečné
- 1958: Tři přání
- 1963: Smrt si říká Engelchen
- 1964: Obžalovaný
- 1965: Obchod na korze
- 1969: Touha zvaná Anada